# Actinodaphne speciosa
Actinodaphne speciosa är en lagerväxtart som beskrevs av Christian Gottfried Daniel Nees von Esenbeck. Actinodaphne speciosa ingår i släktet Actinodaphne och familjen lagerväxter. Inga underarter finns listade i Catalogue of Life.